# Fingeria
Fingeria es un género de foraminífero planctónico considerado un sinónimo posterior de Whiteinella de la Subfamilia Hedbergellinae, de la Familia Hedbergellidae, de la Superfamilia Rotaliporoidea, del Suborden Globigerinina y del Orden Globigerinida. Su especie tipo era Rugoglobigerina kingi. Su rango cronoestratigráfico abarcaba desde el Albiense superior (Cretácico inferior) hasta el Santoniense (Cretácico superior).

## Descripción
Fingeria incluía especies con conchas trocoespiraladas, de forma discoidal-globular cóncavo-convexo; sus cámaras eran globulares, creciendo en tamaño de forma gradual a moderada; sus suturas intercamerales eran rectas e incididas; su contorno era redondeando o subpoligonal, y lobulado; su periferia era redondeada; su ombligo era de pequeño o ligeramente amplio; su abertura era interiomarginal, umbilical-extraumbilical, en forma de arco bajo amplio y bordeada por dos solapas; presentaba pared calcítica hialina, macroperforada, y con la superficie pustulada o rugosa, u ocasionalmente costulada.

## Discusión
El género Fingeria no ha tenido mucha difusión entre los especialistas. Algunos autores han considerado Fingeria un sinónimo subjetivo posterior de Whiteinella. La principal diferencia de Fingeria con respecto a Whiteinella es la superficie rugosa y ocasionalmente costulada, con la presencia de costillas en posición meridional. Clasificaciones posteriores incluirían Fingeria en la superfamilia Globigerinoidea.

## Paleoecología
Fingeria, como Whiteinella, incluía foraminíferos con un modo de vida planctónico, de distribución latitudinal cosmopolita, y habitantes pelágicos de aguas superficiales e intermedias (medio nerítico, epipelágico y mesopelágico superior).

## Clasificación
Fingeria incluía a las siguientes especies:
- Fingeria kingi †
- Fingeria loetterlei †
- Fingeria praeglobotruncaniformis †